# كريستوفر هووك
كريستوفر هووك هو راكب الكنو كندي، ولد في 11 يناير 1947.

## وصلات خارجية
- كريستوفر هووك على موقع أوليمبيديا (الإنجليزية)